# Джефф Вільямс (тенісист)
Джефф Вільямс (англ. Jeff Williams; нар. 12 січня 1978) — колишній американський тенісист.
Найвищу одиночну позицію світового рейтингу — 337 місце досяг 5 серпня 2002, парну — 180 місце — 31 липня 2000 року.
Здобув 2 парні титули.

## Титули Ф'ючерс і Челленджер у парному розряді (10)
| Легенда (парний розряд) |
| Челленджери (2)         |
| Ф'ючерси (8)            |

| Ранг | Дата              | Турнір                | Покриття | Партнер              | Суперники у фіналі               | Рахунок                 |
| 1.   | 8 серпня 1999     | Декейтер, США F13     | Тверде   | Гарет Вільямс        | Меттью Брін Джон Джеймс          | 6–4, 6–2                |
| 2.   | 15 серпня 1999    | Канзас-Сіті, США F14  | Тверде   | Гарет Вільямс        | Майкл Пассарелла Якуб Тепли      | 6–0, 6–2                |
| 3.   | 7 листопада 1999  | Гаттісбург, США F17   | Тверде   | Гарет Вільямс        | Зак Флейшман Келлі Ґаллетт       | 6–3, 6–3                |
| 4.   | 5 грудня 1999     | Лагуна-Нігел, США F21 | Тверде   | Гарет Вільямс        | Орен Мотевассел Александер Васке | 2–6, 7–5, 6–2           |
| 5.   | 16 січня 2000     | Пемброк-Пайнс, США F1 | Тверде   | Гарет Вільямс        | Рафаел де Меса Іраклій Лабадзе   | 6–4, 6–1                |
| 6.   | 30 січня 2000     | Бока-Ратон, США F3    | Тверде   | Гарет Вільямс        | Маркуш Даніел Мануель Джоркуера  | 7–6(5), 6–2             |
| 7.   | 6 серпня 2000     | Декейтер, США F21     | Тверде   | Джейсон Кук          | Джефф Абрамс Ремзі Сміт          | 2–4, 4–0, 4–2, 2–4, 5–3 |
| 8.   | 26 листопада 2000 | Пуебла, Мексика       | Тверде   | Зак Флейшман         | Їво Гойбергер Вілле Льюкко       | 6–3, 6–4                |
| 9.   | 22 липня 2001     | Джоплін, США F18      | Тверде   | Раян Сачір           | Петер Лучак Кріс Маґ'ярі         | 7–5, 6–3                |
| 10.  | 9 червня 2002     | Таллахассі, США       | Тверде   | Левар Гарпер-Гріффіт | Гантлі Монтґомері Браян Вехели   | 6–3, 4–6, 6–4           |